# Thesprotia macilenta
Thesprotia macilenta är en bönsyrseart som beskrevs av Henri Saussure och Leo Zehntner 1894. Thesprotia macilenta ingår i släktet Thesprotia och familjen Thespidae. Inga underarter finns listade i Catalogue of Life.